# Isodictya delicata
Isodictya delicata är en svampdjursart som först beskrevs av Thiele 1905.  Isodictya delicata ingår i släktet Isodictya och familjen Isodictyidae. Utöver nominatformen finns också underarten I. d. megachela.